# Polygala huberiana
Polygala huberiana är en jungfrulinsväxtart som beskrevs av Chod.. Polygala huberiana ingår i släktet jungfrulinssläktet, och familjen jungfrulinsväxter. Inga underarter finns listade i Catalogue of Life.